# School Dance
School Dance is een Amerikaanse musical dramedy, uitgebracht op 2 juli 2014. De film werd geregisseerd, mede-geschreven en geproduceerd door Nick Cannon en is ook zijn regiedebuut.

## Samenvatting
Een eerstejaarsstudent op de middelbare school wil deel uitmaken van de populairste danskliek van zijn school, maar hij heeft de neiging om stil te staan in de schijnwerpers en heeft geen idee hoe hij de initiatie gaat halen.

## Cast
- Bobb'e J. Thompson - Jackson Jackson
- Juliann Alexander - Julian
- Langston Higgins - Langston
- Dashawn Blanks - Darren Jr. (Day Day)
- Luenell Campbell - Tawanna Jackson
- Mike Epps - Principal Rogers
- George Lopez - Oscar
- Katt Williams - Darren
- Wilmer Valderrama - Flaco
- Tiffany Haddish - Trina
- Kristinia DeBarge - Anastacia
- Lil Duval - Bam-Bam
- Affion Crockett - Coach Fontaine
- Amber Rose - MaryWanna
- Efren Ramirez - El Matador
- Patrick Warburton - Prairie Puff Man
- Kevin Hart - OG Lil' Pretty Thug (niet genoemd)
- New Boyz - zichzelf
- Melissa Molinaro - Tequila
- Kayla Collins - Big Booty Becky
- Jim Breuer - Officer Lagney
- Vivian Kindle - Mrs. Johnson
- Jessica Kirson - Officer P'eniss
- Nick Cannon - Super Sizer/Juicy/zichzelf
- DJ D-Wrek - zichzelf
- Pete Davidson - Stinkfinger[3]

## Trivia
School Dance verscheen als DVD op 7 oktober 2014.